# Messermünze

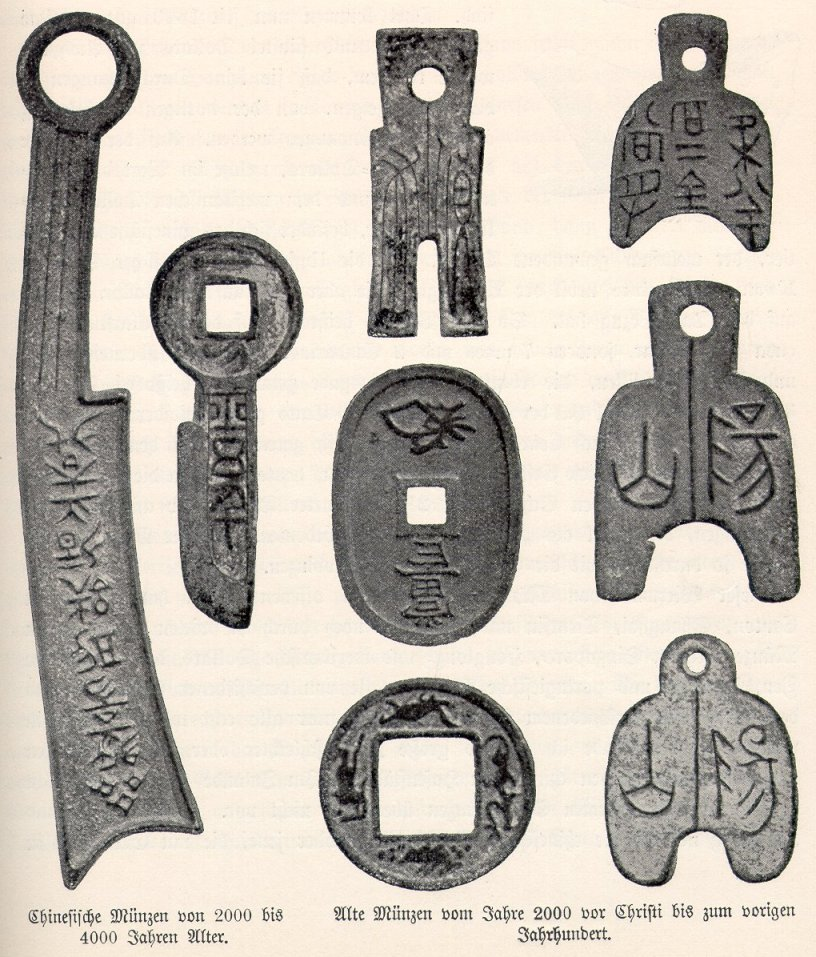
Messermünzen und andere

Chinesische Messermünzen waren frühgeschichtliche während der Zhou-Dynastie (12.–3. Jh. v. Chr.) für den Geldverkehr hergestellte und im Umlauf befindliche Zahlungsmittel. Da die Bronzestücke vom Gebrauchsgegenstand Messer abgeleitet waren, stellten sie zunächst eine Zwischenform von Geräte- und Münzgeld dar. Mit fortschreitender Standardisierung und Miniaturisierung nahmen sie allerdings zunehmend Münzstatus an. Dies betrifft vor allem die ab dem 7. Jh. v. Chr. im Reich Qi mit Schriftzeichen versehenen Stücke, die sie als offizielles Zahlungsmittel des Staates ausweisen und dadurch mit zu den ältesten Münzen gehören. 
Es gibt Messermünzen mit drei, vier, fünf oder sechs Schriftzeichen.